# Paul May
Paul Ostermayr o Paul May (8 de mayo de 1909 - 25 de febrero de 1976) fue un director y editor de cine alemán. Dirigió unas 40 películas entre 1935 y 1972.
Después de los estudios de secundaria en Feldkirch, ingresó en la industria cinematográfica y se formó en el trabajo de laboratorio de cine. Se convirtió en montador de cine en 1930 y ayudante de dirección en 1935. Su primera película como director fue Edelweißkönig, en 1938.
Después de la Segunda Guerra Mundial, adoptó el seudónimo de Paul May. Sus mayores éxitos fueron 08/15 (1954), Und ewig singen die Wälder, Via Mala y Scotland Yard jagt Dr. Mabuse (1963) con Peter van Eyck. También dirigió para la televisión.